# Laser d'Or
Il Laser d'Or era un premio conferito dall'A.I.V.A.C. Associazione Internazionale per il Video nelle Arti e nella Cultura. Dal 1982 al 1998 il premio è stato consegnato nell'ambito del Festival di Videoart di Locarno. È stato definito l'"Oscar" della videoarte.

## Vincitori
Tra i vincitori si annoverano:
- Nam June Paik (1982)
- Francis Ford Coppola (1983)
- Laurie Anderson (1983)
- Michelangelo Antonioni (1984)[2]
- Steina e Woody Vasulka (1984)[3],
- Il Video Program del MoMa (1984)[1]
- René Berger (1987)
- Gianni Toti (1988)
- Bill Viola (1989)
- Fred Forest (1990)
- Vittorio Fagone (1991)
- Robert Cahen (1992)
- Ars Electronica di Linz (1993)
- Antoni Muntadas (1996)[4]
- Marco Maria Gazzano (2000)[5].